# Archiearis szymanskii
Archiearis szymanskii är en fjärilsart som beskrevs av Isaak 1930. Archiearis szymanskii ingår i släktet Archiearis och familjen mätare. Inga underarter finns listade i Catalogue of Life.